# Марк Нобл
Марк Џејмс Нобл (енгл. Mark James Noble; 8. мај 1987) бивши је енглески фудбалер који је играо на позицији централног везног играча, а скоро пуних 18 година је наступао за Вест Хем јунајтед чији је капитен био од септембра 2015. до краја каријере, маја 2022.
Био је члан омладинске школе Арсенала, а након две године је постао члан академије Вест Хема где је касније постао првотимац. Провео је кратко време на позајмицама Хал Ситију и Ипсвич Тауну.
Иако је прошао скоро све млађе селекције репрезентације Енглеске, никада није играо за сениорски тим.
Два пута је био шампион доигравања за Премијер лигу у Чемпионшипу.